# لی چینگ یون
لی چینگ یون (زاده ۱۶۷۷-درگذشتهٔ ۶ مهٔ ۱۹۳۳) فرمانده ی نظامی، گیاه‌شناس، نویسنده، عطار و استاد هنرهای رزمی چینی بود که به دلیل طول عمر بسیار زیاد خود شناخته شده‌است.
با اینکه او مدعی بود که در سال ۱۷۳۶ به دنیا آمده، اما طبق تحقیقاتی تاریخ تولد وی را به سال ۱۶۷۷ نیز نسبت داده‌اند. وی ۲۳ همسر داشت. پیرشناسان این ادعاها را فقط یک افسانه می‌دانند.

## زندگی نامه
چینگ یون به عنوان یک گیاه‌پزشک کار می‌کرد و لینژی ، گوجی بری ، جینسنگ وحشی ، شو وو و گوتو کولا را همراه با سایر گیاهان چینی می‌فروخت و با رژیم غذایی این گیاهان و شراب برنج زندگی می‌کرد . 
عموماً در سیچوان پذیرفته شده بود که چینگ یوئن در کودکی سواد کامل داشت و تا دهمین سالگرد تولد خود به گانسو ، شانشی ، تبت ، ویتنام ، تایلند و منچوری با هدف جمع آوری گیاهان دارویی سفر کرده بود و به این شغل ادامه داد. یک قرن، قبل از شروع به تهیه گیاهان جمع آوری شده توسط دیگران. 
جنگ سالار ژیلی وو پیفو (吳佩孚) او را در تلاش برای کشف راز زندگی 250 ساله به خانه خود برد.
او به مرگ طبیعی در 6 می 1933 در کای شیان ، سیچوان ، جمهوری خلق چین درگذشت . چینگ-یوئن ظاهراً بیش از 200 فرزند داشته که از 24 همسر به دنیا آمده بودند.  منابع دیگر او را با 180 نسل، بیش از 11 نسل، که در زمان مرگش زندگی می کردند و 14 ازدواج دانستند.
پس از مرگش، یانگ سن فوق‌الذکر گزارشی درباره او نوشت، گزارشی واقعی از مرد خوش شانس 250 ساله (一个250岁长寿老人的真实记载) که در آن او ظاهر چینگ یوئن را توصیف کرد: بینایی خوب و گامی تند؛ لی هفت فوت قد دارد، ناخن‌های بسیار بلندی دارد و چهره‌اش سرخ‌رنگ است.»

## طول عمر
در حالی که لی چینگ-یوئن خود ادعا کرد که در سال 1736 به دنیا آمده است، وو چونگ چیه، استاد دانشگاه چنگدو، اظهار داشت که لی در سال 1677 به دنیا آمده است: طبق مقاله نیویورک تایمز در سال 1930، وو سوابق دولت امپراتوری چین را از در سال 1827 تولد 150 سالگی لی را تبریک می‌گوید، و اسناد دیگری که بعداً 200 سالگی او را در سال 1877 به او تبریک می‌گویند . پسر بودند و او در آن زمان یک مرد بالغ بود. 
خبرنگار نیویورک تایمز گزارش داد که «بسیاری از کسانی که اخیراً او را دیده‌اند، اظهار می‌کنند که ظاهر چهره‌اش هیچ تفاوتی با چهره افراد دو قرن کوچک‌تر از او ندارد».  علاوه بر این، محققان پیرشناسی به ادعای سن با امیدواری نگاه کرده‌اند، حتی اگر فراوانی ادعاهای سن نامعتبر با افزایش سن افزایش می‌یابد، و از 65 درصد ادعاها به 110 تا 111 سال نادرست، به 98 درصد از ادعاها به 115 سالگی رسیده است. ، با نرخ 100٪ برای ادعاهای 120+ سال. البته مشخص نیست که این آمارها چه پیامدهایی برای موضوع مورد بحث دارند، زیرا این ارقام به "ادعاهای واقعی ناشی از اشتباهات اداری" در سوابق عمومی بلژیک اشاره دارد. محققان ادعای او را "خوبی" نامیده اند و همچنین خاطرنشان کردند که سن او در هنگام مرگ، 256 سال، به عنوان مضرب 8 انتخاب شده است که در چین خوش شانسی محسوب می شود.  علاوه بر این، به ارتباط سن لی با اعمال معنوی او اشاره شده است. محققان دریافتند که "این نوع چیزها [افسانه ای که برخی از فلسفه ها یا اعمال مذهبی به فرد اجازه می دهد تا سن بسیار بالا زندگی کند] در خاور دور رایج ترین است ".
دلی آرام داشته باش، مثل لاک پشت بنشین، مثل کبوتر باشکوه راه برو و مثل سگ بخواب.— لی چینگ یون
یکی از شاگردان لی به نام استاد تایجی کوان دا لیو از داستان استادش گفت: زمانی که استاد لی 130 ساله در کوهستان با یک گوشه نشین مسن تر با بیش از 500 سال سن مواجه شد که باگواژانگ و مجموعه ای از چیگونگ را با دستورالعمل ها و حرکات تنفسی به او یاد داد. آموزش هماهنگ با صداهای خاص و توصیه های غذایی. دا لیو گزارش می دهد که استادش گفته است که عمر طولانی او "به این دلیل است که او تمرینات را هر روز - به طور منظم، صحیح و با صمیمیت - به مدت 120 سال انجام می داد." 
دلی آرام داشته باش، مثل لاک پشت بنشین، مثل کبوتر باشکوه راه برو و مثل سگ بخواب.
-  لی چینگ-یوئن
مقاله "لاک پشت-کبوتر-سگ" از شماره 15 مه 1933 تایم در مورد تاریخچه او گزارش می دهد و شامل پاسخ لی به راز زندگی طولانی است: 
دلی آرام داشته باش، مثل لاک پشت بنشین، مثل کبوتر باشکوه راه برو و مثل سگ بخواب.
-  لی چینگ-یوئن 
مقاله‌ای در ایونینگ ایندیپندنت ادعا می‌کند که طول عمر لی به دلیل آزمایش‌های او با گیاهان دارویی در مقام داروساز، کشف او در کوه‌های یوننان از گیاهانی است که «از آسیب‌های پیری جلوگیری می‌کند» و او در تمام دوران زندگی خود به استفاده از آنها ادامه داد. زندگی